# Erebus obliterans
Erebus obliterans är en fjärilsart som beskrevs av Walker 1858. Erebus obliterans ingår i släktet Erebus och familjen nattflyn. Inga underarter finns listade i Catalogue of Life.